# Pakistan Oilfields
Pakistan Oilfields Limited (POL) é uma companhia petrolífera estatal do Paquistão.

## História
A companhia foi estabelecida em 1950 pelo Ministry of Petroleum and Natural Resources.